# Nina Gruzintseva
Nina Aleksandrovna Gruzintseva (en russe : Нина Александровна Грузинцева), née le 7 avril 1934 à Leningrad (RSFS de Russie) et morte le 17 octobre 2021 à Novgorod, est une kayakiste soviétique, championne du monde de sa discipline. En activité dans les années 1950 et 1960, elle pratique la course en ligne.

## Palmarès
- Championnats du monde de course en ligne de canoë-kayak de 1958 à Prague :
  -  Médaille d'or en K-2 500 m (avec Mariya Shubina)